# Erylus trisphaerus
Erylus trisphaerus är en svampdjursart som först beskrevs av de Laubenfels 1953.  Erylus trisphaerus ingår i släktet Erylus och familjen Geodiidae.
Artens utbredningsområde är Florida. Inga underarter finns listade i Catalogue of Life.